# Base de Pointe-Géologie
La base de Pointe-Géologie, aussi connue sous le nom de base Marret, est la deuxième base scientifique française établie en Antarctique par les Expéditions polaires françaises. Créée en janvier 1952 à l'occasion de la cinquième expédition antarctique française en terre Adélie, et prévue pour quatre hivernants, elle en a accueilli un total de sept à la suite de l'incendie de la base de Port-Martin, située 65 km plus à l'est. La base de Pointe-Géologie ne sera opérationnelle que pendant l'hiver 1952, et sera évacuée en janvier 1953.

## Toponymie
La base de Pointe-Géologie est située au sud de l'île des Pétrels, la plus grande île de l'archipel de Pointe-Géologie, ainsi baptisé par Jules Dumont d'Urville en janvier 1840 lors de sa découverte de la terre Adélie parce que des échantillons de roche avaient pu être prélevés sur le rocher du Débarquement. Le nom de la base a fluctué au fil du temps. On a retenu ici le nom donné par ses occupants lorsqu'ils ont dressé les plans de leurs « baraques » lors de l'hivernage 1952,. C'est aussi le nom qui apparaît sur le cachet du bureau postal, ainsi que sur les publications des Expéditions polaires françaises du début des années cinquante. La base est cependant plus connue sous le nom de « base Marret », du nom de Mario Marret qui sera à la tête du petit groupe de sept personnes qui l'occupera.

## Historique

### Établissement de la base
En octobre 1950, lors du premier hivernage français à Port-Martin, situé à 65 km plus à l'est, a lieu un raid en traîneaux vers l'archipel de Pointe-Géologie, où se trouve le petit îlot sur lequel l'expédition de Dumont d'Urville avait pris pied en 1840. C'est à l'occasion de ce raid qu'est découverte une importante rookerie de manchots empereurs qui s'abrite entre le sud de l'archipel et le continent. Lors de l'hivernage suivant, en juin 1951, au cœur de l'hiver austral, un raid chenillé est organisé depuis Port-Martin vers Pointe-Géologie. On y envisage en effet l'année suivante l'implantation d'une base annexe, d'autant plus que le site semble bien moins venté que celui de Port-Martin.

Le 14 janvier 1952, le Tottan, un baleinier norvégien, arrive à Port-Martin avec à son bord la mission de relève TA 5 dirigée par René Garcia. Après un débarquement très rapide, le bateau appareille le surlendemain pour Pointe-Géologie où quatre hommes (dont Mario Marret, un ancien de TA 3, opérateur radio et cinéaste) doivent hiverner dans une base annexe qu'il reste à construire de toutes pièces sur l'île des Pétrels. Le 17 janvier, une chenillette Weasel, deux chiens et un traîneau, du bois de charpente, des outils, des vêtements, des appareils scientifiques, des vivres et du carburant pour un an sont débarqués dans le sud de l'île en 19 heures de travail d'affilée. Le Tottan lève l'ancre pour Port-Martin le 21 janvier en laissant Marret et ses trois compagnons (un médecin, un ornithologue et un charpentier) occupés à la construction de leur « baraque » d'hivernage.  
Reparti à Port-Martin pour y embarquer la mission TA 4, le Tottan assiste impuissant à la catastrophe qui survient le 23 janvier au petit matin : un incendie ravage la base de Port-Martin qui est détruite en une heure de temps. Tout hivernage à Port-Martin étant désormais impossible, Garcia fait rembarquer le jour même la totalité de son équipe, ainsi que du matériel qui pourrait être utile dans la nouvelle base de Pointe-Géologie, où le bateau fait escale le lendemain. Trois hommes de l'équipe Garcia (un mécanicien, un météorologue et un géodésien) se portent volontaires pour se joindre à l'équipe Marret et hiverner avec eux. Une vingtaine de chiens et des traîneaux sont aussi débarqués.

### Hivernage 1952 (mission TA 5)
Dans un premier temps se pose le problème d'un hivernage à sept alors que la baraque préfabriquée n'est conçue que pour quatre. Le charpentier parvient cependant à doubler la surface habitable initialement prévue. Les liaisons radio avec la France, qui devaient à l'origine être relayées par Port-Martin, peuvent fonctionner après plusieurs semaines de silence grâce à un émetteur plus puissant bricolé par Marret, qui permet d'atteindre Nouméa. 
La base de Pointe-Géologie bénéficie d'une proximité exceptionnelle avec la colonie de manchots empereurs découverte deux ans auparavant, et tout reste à étudier de l'extraordinaire capacité d'adaptation de ces oiseaux. L'hivernage TA 5 contribue largement à en vulgariser images, films et récits. Les sept hommes parviennent à s'adapter à des conditions de vie précaires, mais aussi à entreprendre une exploration des environs de la base. En juin est lancé un raid à la limite du raisonnable sur la banquise : il vise à suivre vers le nord en traîneau les manchots empereurs qui rejoignent la mer libre pour se nourrir. En juin-juillet, un raid chenillé a lieu jusqu'à Port-Martin pour y récupérer deux autres Weasel et du carburant. Bien que la distance à parcourir sur la glace de mer ne soit que de 70 km, l'aller-retour dure plus de cinq semaines. En novembre-décembre, un groupe part en Weasel et en traîneau pour se rendre au « Rocher X », un nunatak situé à la limite de la terre de Wilkes revendiquée par l'Australie. La côte avoisinante et le « Glacier Z » — qui sera ultérieurement baptisé « glacier du Commandant Charcot (en) » — sont cartographiés.
Le 14 janvier 1953, faute de crédits pour y maintenir un nouvel hivernage, la base de Pointe-Géologie est fermée, et la mission TA 5 quitte l'île des Pétrels sur le Tottan revenu la chercher à vide. Ce n'est que trois ans plus tard, avec la construction de la base Dumont-d'Urville sur l’île des Pétrels, que les Expéditions polaires françaises reprendront pied en terre Adélie pour de nouveaux hivernages, cette fois ininterrompus.
Composition de l'équipe d'hivernage,, : Mario Marret, radio et cinéaste (chef d'expédition) ; Robert Dovers, géologue, géodésien et responsable des traîneaux et des chiens (observateur australien) ; Jackie Duhamel, charpentier ; Georges Lépineux, météorologue et radio ; Jean Prévost, ornithologue ; Jean Rivolier, médecin et biologiste ; Roger Vincent, mécanicien.

## Postérité
Depuis 1983, la base de Pointe-Géologie figure — sous son nom de « base Marret » — dans la liste des sites et monuments historiques de l'Antarctique (SMH no 47).
Des rénovations successives (1964, 1981, 1986, 1990, 2013 et 2014) n'ont pu empêcher sa fragilisation et les risques d'écroulement dus à l'énorme congère de neige qui se forme en hiver. L'accès au bâtiment est limité à la période estivale. À l'intérieur se trouvent les reproductions des portraits des sept hivernants de 1952, réalisés par Jean Rivolier,.
La base Marret a fait l'objet de deux timbres émis par l’administration postale des Terres australes et antarctiques françaises :
- no 127 (1987) : 2 F (bleu, marron et mauve) ;
- no 224 (1997) : 1 F (bleu, rouge et noir), pour le 50e anniversaire de la fondation des Expéditions polaires françaises.